# Natalija Medwedjewa
Natalija Olehiwna Medwedjewa (ukrainisch Наталія Олегівна Медведєва, russisch Наталья Олеговна Медведева; * 15. November 1971 in Kiew, damals Ukrainische SSR, Sowjetunion) ist eine ehemalige ukrainische Tennisspielerin.
Sie ist die ältere Schwester von Andrij Medwedjew (ebenfalls früherer Tennisprofi, stand 1999 im Finale der French Open).

## Karriere
Medwedjewa gewann 1997 die Juniorinnen-Doppelwettbewerbe der French Open und von Wimbledon, jeweils mit Natallja Swerawa als Doppelpartnerin.
Im Alter von 16 Jahren wechselte sie auf die Profitour. In ihrer Karriere gewann Medwedjewa sie vier Einzel- und zwölf Doppeltitel auf der WTA Tour. Hinzu kamen vier Turniersiege auf ITF-Ebene im Einzel und sechs im Doppel.
Zwischen 1991 und 2000 trat sie in 16 Partien für die ukrainische Fed-Cup-Mannschaft an; dabei gelangen ihr acht Siege.
1998 beendete Natalija Medwedjewa ihre Karriere auf der Damentour.

## Turniersiege

### Einzel
| Nr. | Datum            | Turnier   | Kategorie   | Belag             | Finalgegnerin     | Ergebnis      |
| --- | ---------------- | --------- | ----------- | ----------------- | ----------------- | ------------- |
| 1.  | 4. November 1990 | Brentwood | WTA Tier IV | Hartplatz (Halle) | Susan Sloane      | 6:3, 7:6      |
| 2.  | 16. Februar 1992 | Linz      | WTA Tier V  | Teppich (Halle)   | Pascale Paradis   | 6:4, 6:2      |
| 3.  | 18. Juli 1993    | Prag      | WTA Tier IV | Sand              | Meike Babel       | 6:3, 6:2      |
| 4.  | 31. Oktober 1993 | Essen     | WTA Tier II | Teppich (Halle)   | Conchita Martínez | 6:4, 7:5, 6:4 |

### Doppel
| Nr. | Datum              | Turnier          | Kategorie    | Belag             | Partnerin          | Finalgegnerinnen                       | Ergebnis      |
| --- | ------------------ | ---------------- | ------------ | ----------------- | ------------------ | -------------------------------------- | ------------- |
| 1.  | 24. April 1988     | Singapur         | WTA Tier V   | Hartplatz         | Natalja Bykova     | Leila Mes’chi Swetlana Parchomenko     | 7:6, 6:3      |
| 2.  | 4. Februar 1990    | Auckland         | WTA Tier V   | Hartplatz         | Leila Mes’chi      | Jill Hetherington Robin White          | 3:6, 6:3, 7:6 |
| 3.  | 11. Februar 1990   | Wellington       | WTA Tier V   | Hartplatz         | Leila Mes’chi      | Michelle Jaggard Julia Richardson      | 6:3, 2:6, 6:4 |
| 4.  | 28. Oktober 1990   | Dorado           | WTA Tier IV  | Hartplatz         | Olena Brjuchowez   | Amy Frazier Julia Richardson           | 6:4, 6:2      |
| 5.  | 29. September 1991 | Sankt Petersburg | WTA Tier V   | Teppich (Halle)   | Olena Brjuchowez   | Isabelle Demongeot Jo Durie            | 7:5, 6:3      |
| 6.  | 19. April 1992     | Pattaya          | WTA Tier V   | Hartplatz         | Isabelle Demongeot | Pascale Paradis-Mangon Sandrine Testud | 6:1, 6:1      |
| 7.  | 26. April 1992     | Kuala Lumpur     | WTA Tier V   | Hartplatz (Halle) | Isabelle Demongeot | Rika Hiraki Petra Langrová             | 2:6, 6:4, 6:1 |
| 8.  | 11. Juli 1993      | Palermo          | WTA Tier IV  | Sand              | Karin Kschwendt    | Silvia Farina Brenda Schultz           | 6:4, 7:6      |
| 9.  | 24. Oktober 1993   | Brighton         | WTA Tier II  | Teppich (Halle)   | Laura Golarsa      | Anke Huber Larisa Neiland              | 6:3, 1:6, 6:4 |
| 10. | 9. Januar 1994     | Brisbane         | WTA Tier III | Hartplatz         | Laura Golarsa      | Jenny Byrne Rachel McQuillan           | 6:3, 6:1      |
| 11. | 11. August 1996    | Maria Lankowitz  | WTA Tier IV  | Sand              | Janette Husárová   | Lenka Cenková Kateřina Šišková         | 6:4, 7:5      |
| 12. | 3. November 1996   | Moskau           | WTA Tier III | Teppich (Halle)   | Larisa Neiland     | Silvia Farina Barbara Schett           | 7:6, 4:6, 6:1 |